# Region Südlicher Oberrhein
Region Südlicher Oberrhein – region w Niemczech, w kraju związkowym Badenia-Wirtembergia, w rejencji Fryburg. Siedzibą regionu jest miasto Fryburg Bryzgowijski.

## Podział administracyjny
W skład regionu Südlicher Oberrhein wchodzą:
- jedno miasto na prawach powiatu (Stadtkreis)
- trzy powiaty ziemskie(Landkreis)

Miasta na prawach powiatu:
| Lp. | Nazwa miasta                                | Ludność (31 grudnia 2022) | Powierzchnia km² |
| --- | ------------------------------------------- | ------------------------- | ---------------- |
| 1   | Fryburg Bryzgowijski (Freiburg im Breisgau) | 236.140                   | 153,04           |

Powiaty ziemskie:
| Lp. | Nazwa powiatu            | Ludność (31 grudnia 2022) | Powierzchnia km² | Liczba gmin |
| --- | ------------------------ | ------------------------- | ---------------- | ----------- |
| 1   | Breisgau-Hochschwarzwald | 269.948                   | 1.378,33         | 50          |
| 2   | Emmendingen              | 170.996                   | 679,81           | 24          |
| 3   | Ortenau                  | 441.885                   | 1.860,30         | 51          |